# Vecindario solar

Imagen animada en 3D del vecindario solar (centrada en el Sol). Se recomienda utilizar gafas 3D rojo–verde para ver esta imagen correctamente.

El vecindario solar, también conocido como el vecindario estelar, es una región esférica de la galaxia Vía Láctea, que abarca desde el Sol hasta los 16.3 años luz (o 5 pársecs) de distancia, en cualquier dirección (aunque este límite está poco claro).
Dentro de esta región podemos encontrar desde estrellas solitarias, gas y polvo, hasta sistemas estelares múltiples, sistemas planetarios y una insignificante cantidad de materia oscura.
Actualmente se han identificado en esta región un total de 63 estrellas individuales (de las cuales 50 son enanas rojas) contenidas en 53 sistemas estelares, 11 enanas marrones y 4 enanas blancas, llegando a un total de 78 objetos astronómicos, de los cuales solo 9 pueden ser observados a simple vista desde la Tierra.

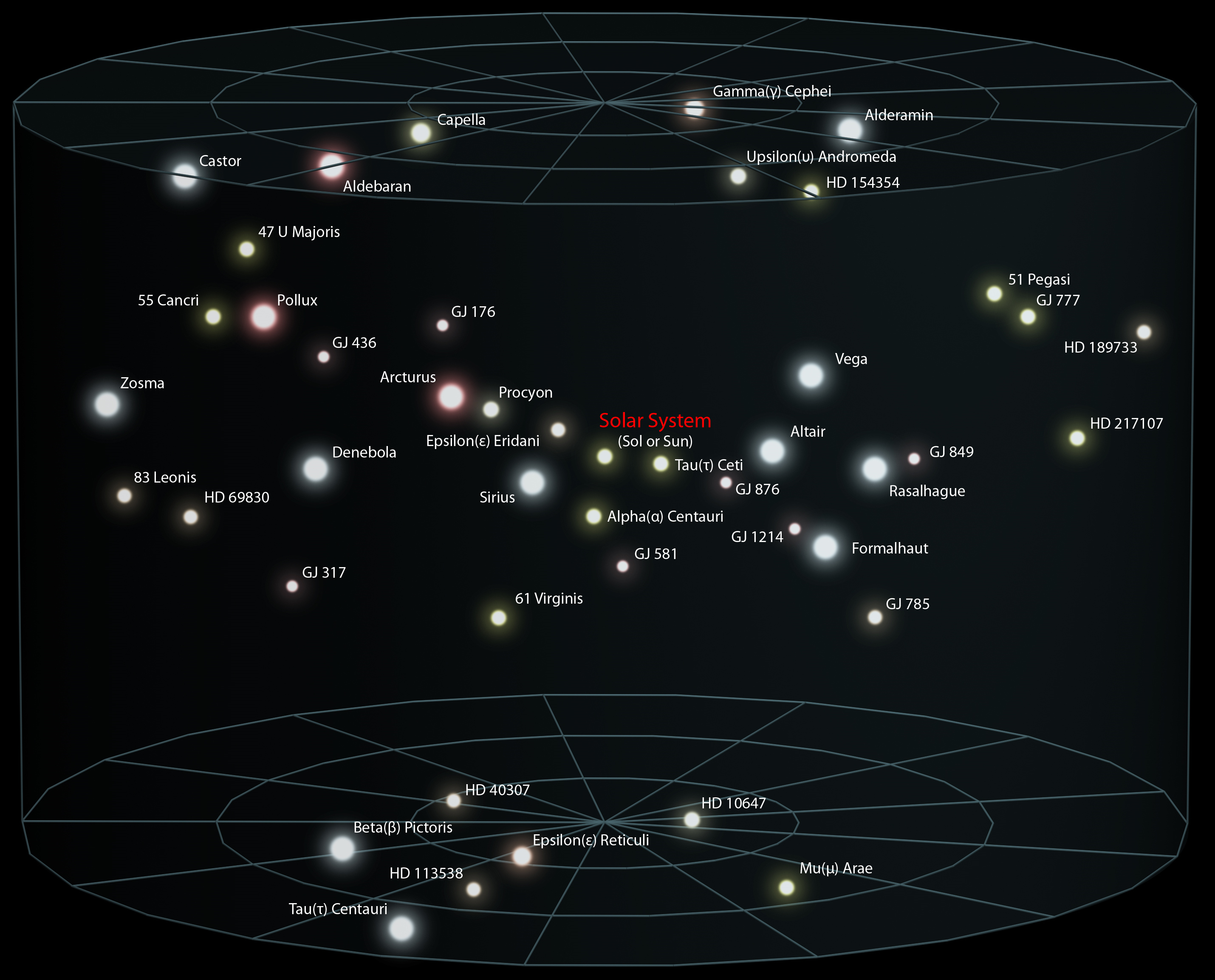
Otra imagen (centrada también en el Sol) mostrando el vecindario solar.

Todos los objetos mencionados anteriormente, se están moviendo en la actualidad en torno al centro galáctico, dentro de la burbuja local, que a su vez se encuentra dentro del brazo de Orión.

## Objetos
- Sol
  - Sistema solar
- Alfa Centauri
  - Próxima Centauri (V645 Centauri)
    - Próxima Centauri b
    - Próxima Centauri c (no confirmado)

  - Alfa Centauri A (Rigil Kentaurus)
  - Alfa Centauri B (Toliman)
- Estrella de Barnard (HIP 87937)
  - Estrella de Barnard b
- Luhman 16 (WISE 1049-5319)
  - Luhman 16A
  - Luhman 16B
- WISE 0855-0714
- Wolf 359 (GJ 406)
  - Wolf 359 b
  - Wolf 359 c
- Lalande 21185 (GJ 411)
  - Lalande 21185 b
- Sirio
  - Sirio A (Alfa Canis Majoris)
  - Sirio B
- Luyten 726-8
  - Luyten 726-8 A (GJ 65 A o LHS 9)
  - Luyten 726-8 B (GJ 65 B o LHS 10)
- Ross 154 (GJ 729)
- Ross 248 (Gliese 905 o HH Andromedae)
- Épsilon Eridani (Ran)
  - Disco de escombros
  - Épsilon Eridani b (AEgir)
  - Disco de escombros
  - Épsilon Eridani c (no confirmado)
  - Disco de polvo
- Lacaille 9352 (GJ 887, HIP 114046 o LHS 70)
  - Lacaille 9352 b
  - Lacaille 9352 c (no confirmado)
- Ross 128 (GJ 447, HIP 57548 o LHS 315)
  - Ross 128 b
- EZ Aquarii
  - EZ Aquarii A
  - EZ Aquarii B
  - EZ Aquarii C
- 61 Cygni
  - 61 Cygni A (Gliese 820 A, HD 201091 o HR 8085)
  - 61 Cygni B (Gliese 820 B, HD 201092 o HR 8086)
- Procyon
  - Procyon A
  - Procyon B
- Struve 2398
  - Struve 2398 A (Gliese 725A, HD 173739 o LHS 58)
  - Struve 2398 B (Gliese 725B, HD 173740 o LHS 59)
    - Struve 2398 B b
    - Struve 2398 B c
- Groombridge 34
  - Groombridge 34 A (Gliese 15 A, HD 1326 A o LHS 3)
    - Groombridge 34 A b
    - Groombridge 34 A c

  - Groombridge 34 B (Gliese 15 B, HD 1326 B o LHS 4)
- DX Cancri
- Tau Ceti
  - Tau Ceti b (no confirmado)
  - Tau Ceti c (no confirmado)
  - Tau Ceti d (no confirmado)
  - Tau Ceti e
  - Tau Ceti f
  - Tau Ceti g
  - Tau Ceti h
  - Tau Ceti i (no confirmado)
  - Disco de escombros
- Épsilon Indi
  - Épsilon Indi A
    - Épsilon Indi A b

  - Épsilon Indi B a
  - Épsilon Indi B b
- GJ 1061 (LHS 1565 o LP 995-46)
  - Gliese 1061 b
  - Gliese 1061 c
  - Gliese 1061 d
- YZ Ceti (LHS 138, Gliese 54.1 o HIP 5643)
  - YZ Ceti b
  - YZ Ceti c
  - YZ Ceti d (no confirmado)
- Estrella de Luyten
  - Estrella de Luyten b
  - Estrella de Luyten c
  - Estrella de Luyten d
  - Estrella de Luyten e
- Estrella de Teegarden
  - Estrella de Teegarden b
  - Estrella de Teegarden c
- Estrella de Kapteyn
  - Estrella de Kapteyn c (no confirmado)
- Gliese 628 (GJ 628, LHS 419, HIP 80824 o Wolf 1061)
  - Gliese 628 b
  - Gliese 628 c
  - Gliese 628 d
- TZ Arietis (Luyten 1159-16, GJ 9066 o LHS 11)
  - TZ Arietis b
  - TZ Arietis c (no confirmado)
- Gliese 674 (GJ 674, CD-46 11540 o LHS 449)
  - Gliese 674 b
- Gliese 687 (GJ 687, LHS 450 o HIP 86162)
  - Gliese 687 b
  - Gliese 687 c
- Gliese 876
  - Gliese 876 b
  - Gliese 876 c
  - Gliese 876 d
  - Gliese 876 e
- Gliese 832 (GJ 832)
  - Gliese 832 b
  - Gliese 832 c